# 松本一郎
松本 一郎（まつもと いちろう、1900年（明治33年）3月15日 - 1968年（昭和43年）10月26日）は、日本の農業関係者、政治家。衆議院議員。

## 経歴
三重県一志郡、のちの一志町（現津市）で生まれた。明治大学専門部法科で学んだ。尾崎行雄の秘書を務めた。
一志郡大井村長、三重県会議員、三重県耕地協会長、三重県農業共済組合連合会長、三重県畜産会長などを務めた。
1947年4月、第23回衆議院議員総選挙おいて三重県第1区で民主党から出馬し当選し、第24回、第25回、第29回総選挙でも当選し、衆議院議員を通算四期務めた。この間、衆議院建設委員長、同農林水産委員長、第2次池田内閣・科学技術政務次官、民主党会計監督、民主自由党相談役、同民情部長、自由民主党全国組織副委員長、全国農業共済協会副会長などを務めた。
農業共済事業に尽力し、農民の世話をよく焼き、小さな座談会を開いて農民との対話を重視していた。